# Anilios ligatus
Anilios ligatus — вид змій родини сліпунів (Typhlopidae). Ендемік Австралії.

## Поширення і екологія
Anilios ligatus широко поширені на півночі і сході Австралії, від регіону Кімберлі в Західній Австралії через Північну Територію і Квінсленд до півночі Нового Південного Уельсу. Вони живуть на вологих і сухих луках, в саванах, рідколіссях і чагарникових заростях. Живляться личинками і лялечками мурах.